# Bai (Ehrentitel)
Bai, hindi बाई (Umschrift bāī), ist eine ehrerbietige Anrede bzw. ein indischer Ehrentitel für Frauen, in der Bedeutung von „gnädige Frau“, „Madam(e)“. 
Er wird dem Namen nachgestellt, z. B. bei Tara Bai, Ahilya Bai Holkar.
Er wird auch für Sängerinnen oder Tänzerinnen, auch im Sinn von „Prostituierter“, verwendet.